# Julia Bastin
Julia Bastin (* 16. Juni 1888 in Lüttich; † 26. Oktober 1968 in Berchem-Sainte-Agathe) war eine belgische Romanistin, Mediävistin und Übersetzerin.

## Leben
Julia Bastin verbrachte die Jahre 1908–1912 in den Niederlanden und war dann in Belgien Gymnasiallehrerin. Während des Weltkriegs war sie in London und studierte am Bedford College for Women romanische Philologie und Mediävistik. Von 1920 bis 1931 hörte sie in Paris an der École pratique des hautes études. 1931 wurde sie an die Université libre de Bruxelles berufen, zuerst als Chargée de cours, von 1934 bis 1958 als ordentliche Professorin. Ab 1945 gehörte sie (als erste Frau) der Académie royale de langue et de littérature françaises de Belgique an. 1961 wurde ihr der Prix Albert Counson verliehen.

## Werke
- (Übersetzerin) Aldous Huxley, Jaune de Crome, Paris 1928
- (Hrsg.) Recueil général des Isopets, 2 Bde., Paris 1929–1930
- (Übersetzerin) Johan Huizinga, Le déclin du Moyen Âge, Paris 1932, 1948, 1967; ab 1975 u.d.T. L'Automne du Moyen âge, 1980, 1989, 1998, 2002
- (Übersetzerin) Aldous Huxley, Marina di Vezza, Paris 1938, 1946, 1962, 1978
- Froissart. Chroniqueur, romancier et poète, Bruxelles 1942, 1948
- Les Mémoires de Philippe de Commynes, Brüssel 1944
- (Hrsg. mit Edmond Faral) Rutebeuf, Onze Poèmes concernant la Croisade, Paris 1946
- (Hrsg. mit Edmond Faral) Oeuvres complètes de Rutebeuf, 2 Bde., Paris 1959–1960 (Prix Albert Counson), 1969, 1977–1985